# François Dussaud
François Dussaud (1870-1953) fou un inventor suís, pioner en el desenvolupament de la tecnologia elèctrica a principis de segle xx. Va rebre el seu doctorat en ciències l'any 1891 per una tesis sobre la refracció de la llum. Va ser professor de física a l'École de Mécanique i a la Facuté des Sciences a Ginebra. Els seus estudis sobre els perfums, la gutaperxa, la vulcanització, i els banys d'or amb alumini li van fer merèixer la medalla d'or pels serveis rendits a la indústria. D'entre els seus assoliments se'n destaca el seu mètode per a la sincronització del so i la imatge en moviment, un dels precedents del cinema sonor. Així mateix compta amb enginys tan fascinants com el microfonògraf (microphonographe, nom original en francès), un fonògraf per a sords i sordmuts, el telescopi Dussaud (téléoscope Dussaud en francès), el primer aparell per a realitzar videotrucades, o el multífon (multiphone en francès), també enfocat a millorar l'audició a les persones amb discapacitats auditives.

## Invents

### Microfonògraf
El microfonògraf, presentat al públic l'any 1894, és un dels primers aparells alimentat per corrent elèctric destinat a l'enregistrament i la reproducció de sons. Es tracta d'un fonògraf on l'element essencial és la seva agulla d'enregistrament, connectada a un circuit elèctric que comprèn també una bateria i micròfon. L'enregistrador funciona gràcies a uns electroimants que activen una membrana metàl·lica portadora del punxó destinat a gravar el relleu a la cera. Sota l'efecte de la veu, la placa del micròfon vibra i modula el corrent elèctric que, al seu torn, excita els electroimants de l'enregistrador. La lectura del cilindre de cera s'efectua a través d'un auricular telefònic i el volum de l'enregistrament varia segons la intensitat del corrent, introduït al circuit per un commutador. L'invent es va publicitar amb el lema "El microfonògraf Dussaud serveix per amplificar la veu com la lupa serveix per ampliar la imatge". La construcció del primer microfonògraf fou a càrrer de Casimir Sivan, mecànic i rellotger establert a Ginebra.

### Telescopi Dussaud
El Telescopi Dussaud és una de les primeres invencions que permet retransmetre imatges en moviment en directe. Altres científics, com Senlecque o Paiva, encara que motivats pel mateix objectiu, no havien aconseguit realitzar aquesta proesa. L'invent va ser inspirat pel fotòfon de Graham Bell. El 17 de novembre de 1880, Dussaud va fer una conferència a la Société des ingénieurs civils de France sobre aquest invent, recalcant-ne la importància del seleni per conduir l'electricitat.

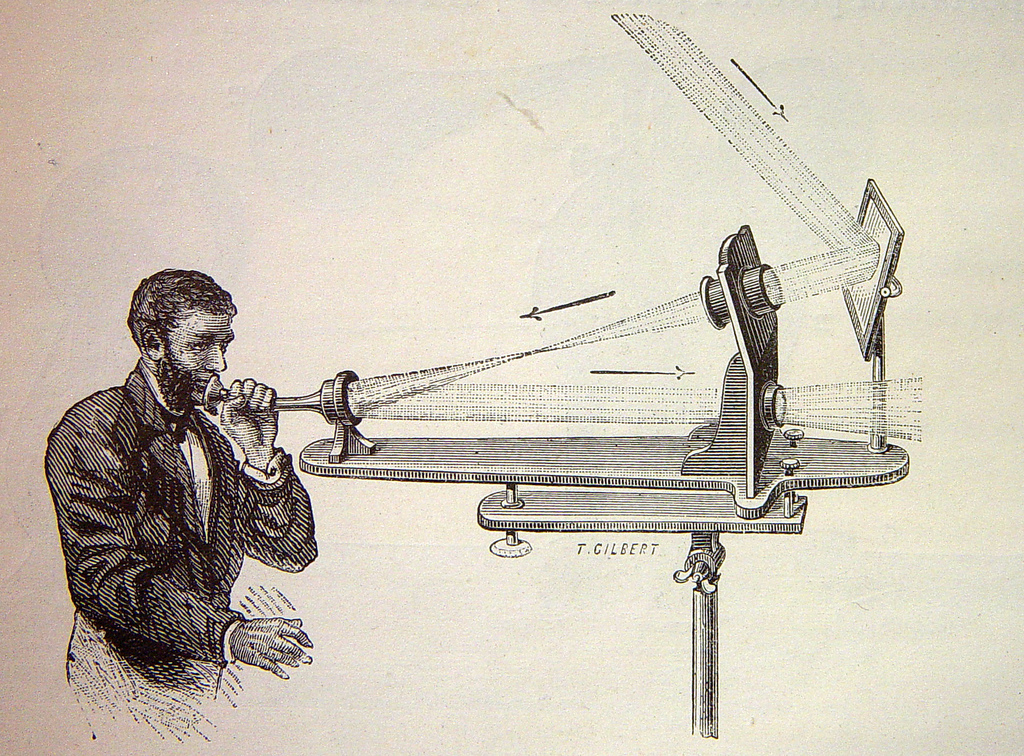
Fotòfon emisor

El 18 d'abril de 1898, el professor Jacques-Arsène d'Arsonval, docent al Collège de France a l'acadèmia de les ciències, presenta el resultat concloent per solucionar els problemes presents a l'invent de Graham, obtingut per Dussaud, i batejat "telescopi Dussaud".
L'objecte en moviment que es vol veure, als experiments originals una persona, es col·loca davant una cambra fosca, com la d'un aparell fotogràfic, i les diverses parts, més o menys lluminoses de la imatge arriben a colpejar successivament les fulles selenitzades, dins la cambra fosca, a mesura que l'obturador s'obre i es tanca. L'obturador funciona gràcies a un mecanisme de rellotgeria com els del telègraf Hughes. El seleni s'oposa proporcionalment a la quantitat de llum que rep, per tant el corrent elèctric correspondrà a la quantitat de llum que entri dins la cambra fosca i impacti les plaques de seleni. Son aquestes, doncs, que determinen els corrents que viatjaran pel fi fil de la bobina d'inducció. El cable de la bobina viatja fins a l'indret on es desitja projectar la imatge en moviment. Els corrents que travessen el cable fan que vibri a l'altre extrem, el del receptor, una membrana molt sensible. Aquesta membrana, actua sobre una placa opaca proveïda de línies transparents i la mou davant una altra placa fixa. Uns miralls les protegeixen de qualsevol pertorbació externa. El resultat és un feix de llum paral·lel produït per una làmpada d'arc elèctric que, obligat a passar per les dues plaques opaques, queda més o menys disminuït segons els corrents que travessen el cablejat. L'obturador, que s'obre i es tanca cada deu fraccions de segon a l'estació de sortida, permet que el receptor visualitzi la imatge projectada de l'objecte en moviment de l'estació d'entrada.

### Multífon
El multífon és en essència un aparell destinat a amplificar els sons del telèfon o el fonògraf, per tal que es puguin sentir des de més lluny, per un grup major de persones o per aquells amb discapacitats auditives. És a dir que el multífon era un aparell que només es podia emprar acoplant-lo o bé a un telèfon o bé a un fonògraf. L'aparell el va presentar al públic Jean-Baptiste Vincent Laborde a l'Académie de Médicine. El multífon recull els sons que produeixen les variacions de l'aire generades per les diferències d'intensitat de corrent sobre la membrana del telèfon o el fonògraf. Les vibracions es recullen en una caixa de ressonància. La caixa de ressonància està perforada, perquè per la petita obertura passi el so cap al diafragma. En el cas d'aplicar el multífon al fonògraf, la caixa de ressonància és adherida sobre el diafragma reproductor del fonògraf amb cola Seccotine.

### Cinemicrofonògraf
El cinemicrofonògraf (cinémicrophonographe en francès) és un dels antecedents del cinema sonor. L'enginy va ser ideat conjuntament per François Dussaud, François Jaubert i Alfred Berthon, com a resultat d'imaginar la fusió del cinematògraf i el microfonògraf. L'encàrrec el va emtre Eugène Péreire, aleshores president de la Companyia General Transatlàntica (Compagnie Générale Transatlantique). L'empresari va anunciar-ne la incorporació als transatlàntics de l'empresa l'Exposició Universal de 1900. La companyia es gloriejava de disposar d'un sistema de projecció amb sincronia sonora als seus vaixells, per a amenitzar els viatges dels seus passatgers. L'onze de juny de 1898, la Phonorama S. A. és creada per tal de desenvolupar l'invent que han patentat i tenir-lo llest a temps. Entre abril i juliol de 1899 es van dur a terme les primeres projeccions publiques amb el cinemicrofonògraf, rebatejat com a Phonorama d'acord al nom de l'empresa, a la sala Olympia a Paris. El projector, un cinematògraf, constava d'un eix que, accionat per un motor elèctric, controlava dotze microfonògrafs sincrònics que transmetien el so a l'espectador a través de cons amagats al respatller de les seves cadires.